# المنطقة الخضراء (فلم)
المنطقة الخضراء هو فيلم إثارة حربي أمريكي، بريطاني وفرنسي، من تأليف براين هليجليند وإخراج بول غرينغراس، الفيلم مبني على كتاب الحياة الأمبراطورية في مدينة الزمرد من كتابة الصحافي راجيف جاندراسيكاران. الفيلم من بطولة مات ديمون، أيمي رايان، جريج كينيار وبريندن غليسون.
تدور أحداث الفيلم حول ضابط في الجيش الأمريكي روي ميلر الذي ينشق محاولاً إيجاد أسلحة دمار شامل في العراق بعد اكتشافه معلومات أستخباراتية خاطئة.
فشل الفيلم في شباك التذاكر جامعاً 94 مليون دولار مقابل ميزانية صنعه التي قدرت ب100 مليون. لكنه تلقى مراجعات إيجابية من قبل النقاد.

## طاقم التمثيل
- مات ديمون يلعب دور روي ميلر، نائب ضابط يساعد ضابط كبير في وكالة الاستخبارات المركزية في البحث عن اسلحة الدمار الشامل. ديمون انضم للفيلم بناءً على ضمانة أن الإنتاج سوف ينتهي في 14 ابريل، 2008 لكي يستطيع البدأ في العمل على فيلم The Informant من إخراج ستيفن سودبيرج في خضم صعوبات الجدولة التي سببها إضراب نقابة الكتاب الأمريكية 2007.
- أيمي رايان تلعب دور لوري داين، مبعوثة أجنبية من قبل صحيفة وال ستريت جورنال للتحري عن ادعاءات الحكومة الأمريكية بوجود أسلحة دمار شامل.
- جريج كينيار يلعب دور كلار باونتدستون، ضابط في وكالة الاستخبارات المركزية.
- جايسن ازاك يلعب دور ضابط عسكري أمريكي.
- بريندا غليسون يلعب دور مدير مكتب وكالة الاستخبارات المركزية في بغداد.
- مارتن ماك دوغال يلعب دور السيد شين، مساعد مدير مكتب وكالة الاستخبارات المركزية في بغداد.
- خالد عبد الله - فريدي، يلعب دور عراقي جريح (يحب سماع أغاني برايان آدامز)، خالد عبد الله اختير للتمثيل في هذا الفيلم بعدما أثار إعجاب المخرج بأدائه في فيلم يونايتد 93 (2006). الممثل تحضر لدوره بتعلمه للهجة العراقية وقراءة مدونات عراقية مثل Riverbend وعلى قيد الحياة في بغداد.
- انتوني كورون يلعب دور عقيد.
- تومي كامببيل يعلب دور قائد مروحية اتصالات.
- بول ماك أنتوش يلعب دور ضابط في وكالة الاستخبارات المركزية.
- بيغال ناعور يلعب دور محمد الراوي - ضابط عراقي كبير يتم البحث عنه.
- شين هيوز يلعب دور نائب ضابط في الجيش الأمريكي.
- الممثل المغربي إدريس الروخ بدور المخبر لدى جنرالات العراق

## الأنتاج
بعد الانتهاء من تصوير فيلم The Bourne Ultimatum في يناير 2007، أعلن المخرج بول جرينجراس نيته لتصوير فيلم مستنبط أحداثه من كتاب الحياة الامبراطورية في المدينة الزمردية من تأليف الصحفي راجيف جاندراسيكاران الذي يعمل في صحيفة واشنطن بوست. قام المخرج بكتابة نص سيناريو مقتبس أحداثه من الكتاب، وبالعمل مع الباحثين كيت سولومن وميكايل برونر الذان ساعدناه في إخراج فيلم يونايتد 93.
ذكرت أخبار أن النص تم العمل عليه وتطور بصورة أفضل مما هو عليه في نص فيلم The Bourne Ultimatum الذي تعرض للكثير من التغييرات أثناء الإنتاج. في الحقيقة طلب من كاتب المشاهد توم ستوبارد بكتابة النص من أجل جرينجراس، لكنه كان مشغولاً جداً، لذلك قام برايان هيلجلاند بدلاً منه بالتعاون مع المخرج لتهيئة شكل مقدمة الفيلم. جرينجراست ابدى رغبته في مات ديمون الذي عمل معه في فيلم The Bourne Supremacy وThe Bourne Ultimatum لشغل دور البطولة في هذا الفيلم، وقام الممثل بالانضمام للمشروع في يونيو 2007. انضم الممثلون أيمي رايان، جريج كينيار، انتوني كرون لاحقاً في ينياير 2008، قال جرينجراس حول مدى أهمية أحداث الفيلم «الفيلم لا يجب ان يقيد من اجل الحوار الوطني، السينما لن تدخل مع الاحداث التي تؤثر على حياتنا قريباً جداً.»
كان من المفروض البدء بإنتاج المنطقة الخضراء في اواخر عام 2007، لكن عوضاً عن ذلك بدأ الإنتاج في إسبانيا في 10 يناير، 2008، وانتقل بعدها إلى القنيطرة المغرب ثم بعدها ينتهي التصوير في بريطيانيا في ديسمبر، 2008.

## القصة
يحكي فيلم «المنطقة الخضراء» قصة الرقيب روري ميلر، المكلف بالبحث عن أسلحة الدمار الشامل في مناطق متعددة في العراق، ويبدأ الفيلم بوصول القائد العراقي الإداري الجديد المعرفة بالزبيدي، إلا أنه وفي كل عملية بحث، يخرج خالي الوفاض، عاجزا عن العثور على أي من الأسلحة التي يقوم المصدر الخفي للاستخبارات الأمريكية بالإبلاغ عنها.
تتطور الأحداث لاحقا، لتبدأ الشكوك تساور ميلر بشأن المصدر نفسه، والأسلحة التي لم يتم العثور عليها حتى اليوم، خصوصا مع معلومات قدمها أحد المسؤولين الكبار في وكالة الاستخبارات الأمريكية، مفادها أن المعلومات خاطئة، ولم تساعد حتى اليوم في العثور على هذه الأسلحة.وفي هذه اللحظة، يقف ميلر أمام فريقين، أحدهما يحاول الكشف عن كذبة تمت لتبرير هذه الحرب، والفريق الآخر، يحاول إسكات الجانب الآخر لتبرير موقفه. وبما أن هذا الفيلم هو فيلم هوليوودي، فبالطبع سيختار ميلر الجانب الخيّر، ويحاول الكشف عن الكذبة التي أطلقها أحدهم لزج الولايات المتحدة في هذه الحرب الطويلة.
ويدخل في الصراع عراقي يدعى فريد عانى من جرائم صدام حسين وأعوانه، فيساعد الأمريكيين في الوصول إلى الجنرال محمد الراوي، أحد القادة السابقين في حزب البعث، والمسؤول عن برنامج أسلحة الدمار الشامل العراقي. تتطور الأحداث فيما بعد، ليلتقي ميلر وجهاً لوجه مع الراوي، ويدور بينهما حوار طويل بشأن هذه الأسلحة، وليكتشف ميلر أن الكذبة هي فعلا كذبة، وأن هذا البرنامج تم وقفه في حرب الخليج الثانية، أي في عام 1990. يحاول ميلر إقناع الراوي بالمثول أمام المسؤولين الأمريكيين والإعلام العالمي للاعتراف بهذه الحقائق، إلا أن الأحداث العنيفة لاحقا، وإقدام العراقي فريد على قتل الراوي، يهدم جميع هذه الآمال أمام ميلر. ولاحقا، وبمساعدة صحفية أمريكية، يقوم ميلر بإرسال تقريره إلى جميع وسائل الإعلام لتتكشف الكذبة أمام العالم بأسره. هناك ثلاث محاور في الفيلم تميزت بشكل واضح، ورسمت خطأ واضحا للحرب الأمريكية في العراق.

## أبعاد الفيلم
البعد الأول هو عندما طلب مسؤول الاستخبارات الأمريكية من ميلر حث أحد السجناء العراقيين على عدم الاستجابة لتحقيقات محققين أمريكيين، وفي تلك اللحظة يبدي ميلر استغرابه، وكأنه يتساءل عن الانقسام الدائر بينهم كأمريكيين، فيجيبه مسؤول الاستخبارات ببساطة: «هل أنت ساذج؟» وهو دلالة على أن الداخل الأمريكي يشهد انقساما حادا بشأن هذه الحرب.
البعد الثاني هو جلب الأمريكيين لعراقيين من الخارج ليقودوا البلاد، ومن ثم اكتشافهم أن العراقيين منقسمون على أنفسهم، ما بين سني وشيعي وكردي، وبالتالي فإن الأمريكيين أدخلوا أنفسهم في متاهة يصعب اليوم الخروج منها.
البعد الأخير وهو الأهم هو اللقطة الأخيرة في الفيلم، والتي يظهر فيها ميلر راكبا سيارة عسكرية مع مجموعته، متجهين نحو أحد آبار النفط العراقية، وهنا ينتهي الفيلم، ليترك المشاهد مع السبب الحقيقي لغزو الأمريكيين للعراق، ألا وهو النفط، فكاتب الفيلم ومخرجه يريان أن الاستيلاء على آبار النفط العراقية وحراستها هو سبب الرئيسي لوجود الأمريكيين هنا. الفيلم مأخوذ عن نص للكاتب راجيف تشاندراسيكاران، وكتابة برايان هيلجيلاند، إخراج بول غرينغراس، وبطولة كل من مات ديمون، وغريغ كينير، وإيمي رايان، وسعيد فرج.
ويعتبر هذا الفيلم هو التعاون الثالث بين غرينغراس وديمون بعد فلمي سلسلة «بورن».

## وصلات خارجية
- المنطقة الخضراء على موقع IMDb (الإنجليزية)
- المنطقة الخضراء على موقع ميتاكريتيك (الإنجليزية)
- المنطقة الخضراء على موقع الموسوعة البريطانية (الإنجليزية)
- المنطقة الخضراء على موقع روتن توميتوز (الإنجليزية)
- المنطقة الخضراء على موقع نتفليكس (الإنجليزية)
- المنطقة الخضراء على موقع قاعدة بيانات الأفلام العربية
- المنطقة الخضراء على موقع ألو سيني (الفرنسية)
- المنطقة الخضراء على موقع Turner Classic Movies (الإنجليزية)
- المنطقة الخضراء على موقع أول موفي (الإنجليزية)
- المنطقة الخضراء على موقع بوكس أوفيس موجو (الإنجليزية)
- Green Zone على موقع أول موفي.